# سارت

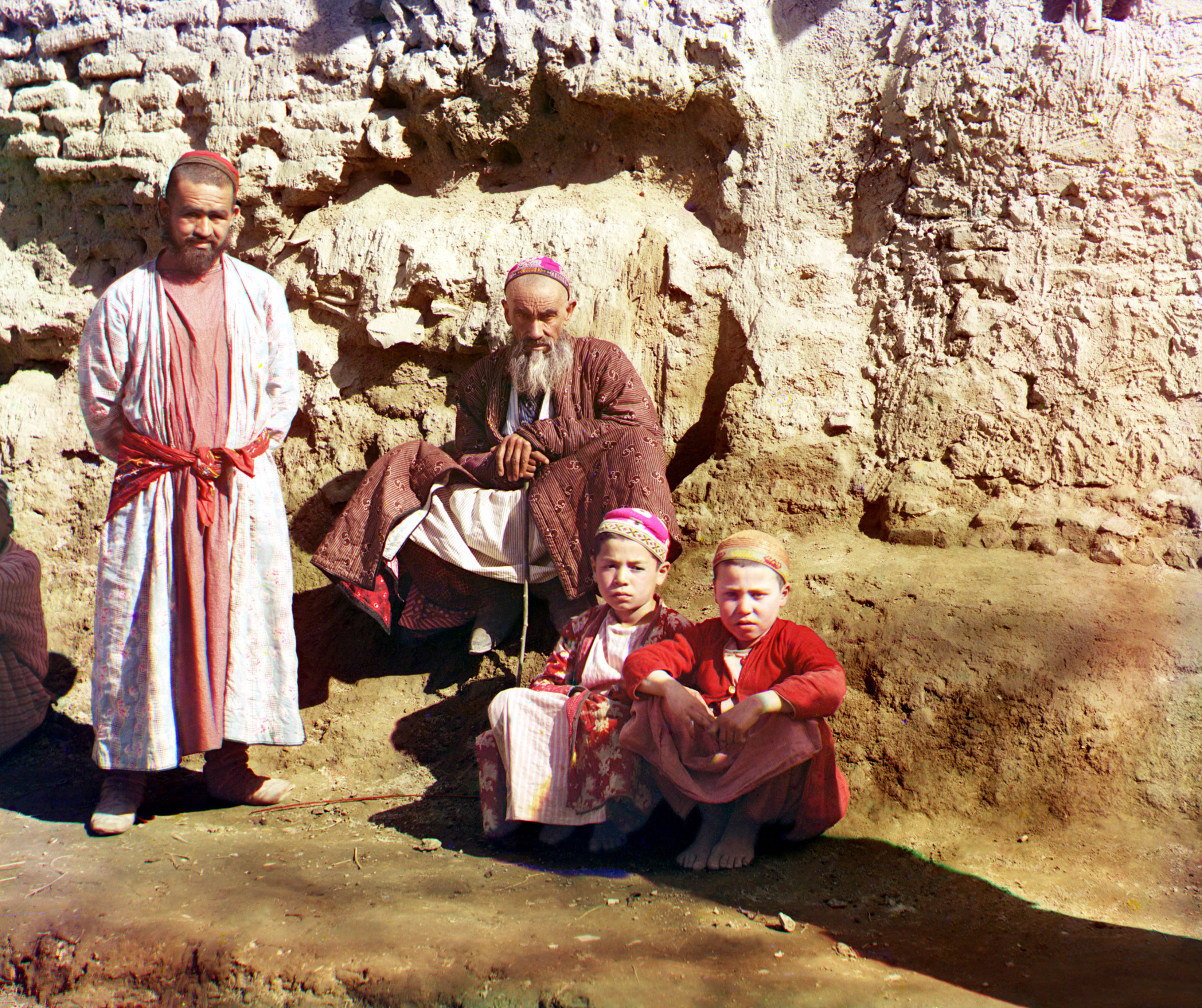
مردان و پسران سارت تبعهٔ روسیه در عکسی متعلق به ۱۹۰۵ تا ۱۹۱۵ میلادی

سارت یا سَرت نام یک گروه قومی باشندهٔ آسیای میانه است. گاه به آنان آق‌سرت یا سرت سفید نیز گفته می‌شود. ایشان بیشتر شهرنشینند. سارت‌ها آمیزه از ازبک‌ها، تاجیکان و برخی تیره‌های نژادی دیگرند.
در سیبری بخاراییان سیبری را سارت می‌خوانند.

## تاریخچه
نخستین سندهای نوشته‌شده از این نام به سدهٔ یازدهم میلادی بازمی‌گردد که برپایهٔ آن مسلمانان آسیای میانه را بی در نظر گرفتن زبانشان سرت می‌خواندند. در اثر سدهٔ سیزدهمی تاریخ پنهانی مغول باشندگان آسیای میانه و به ویژه خوارزم را سارتوئول نامیده‌اند؛ سار در زبان مغولی معنای ماه می‌دهد و از این رو سارت و سارتا به معنای کسی است که ماه دارد و به احتمال چون هلال ماه نشان مسلمانان شمرده می‌شده‌است بدین نام خوانده می‌شدند. امروزه یکی از قبیله‌های مغولستان که از تبار بازرگانان خوارزمی‌اند نیز هنوز سارتوئول خوانده می‌شوند.
در آینده علی‌شیر نوایی نیز از سارت‌ها نام می‌برد و آنان را ایرانی می‌خواند، وی زبان سارتی را نیز در معنای برای با زبان فارسی به کار برده‌است. بابر باشندگان مرغیلان و همچنین کابل را سارت می‌خواند.
واسیلی بارتولد مفهوم کنونی سارت را ترکی‌شده‌تر از گذشته می‌داند. در نوشته‌های رسمی روسیهٔ سدهٔ نوزدهم گاه مراد از سارت ترک‌زبانان و فارسی زبانان یکجانشین جنوب سیردریا، فرغانه، تاشکند و اسپیجاب و خوارزم بوده‌است. گاه روس‌ها همهٔ باشندگان ترکستان را نیز سارت می‌خواندند.